# Histoire du cinéma suisse
Pour un article plus général, voir Cinéma suisse.
L'histoire du cinéma suisse commence à la fin du XIXe siècle. Elle est fortement influencée par différents facteurs : la neutralité du territoire helvétique au milieu des conflits mondiaux, la diversité culturelle liée à la pluralité des quatre langues nationales (allemand, français, italien et romanche), l'importante production des réalisateurs suisses et ses paysages naturels (lacs et montagnes) servant de décors à des tournages. Tous ces éléments ont abouti à une variété de productions : documentaires, films d'auteurs et films grand public.

## Cinéma muet en Suisse

### Pionniers du cinéma
La première projection publique en Suisse du cinématographe a lieu lors de l'Exposition nationale de Genève en 1896. Les projectionnistes faisaient partie de l'équipe des pionniers français Auguste et Louis Lumière, les inventeurs du cinématographe.
Dès 1897 les premiers exploitants de cinéma étaient principalement des forains. Ils venaient avec leurs projecteurs portatifs et leurs films, dans des salles existantes des foires, des théâtres, des music-halls, des cirques et des fêtes populaires.

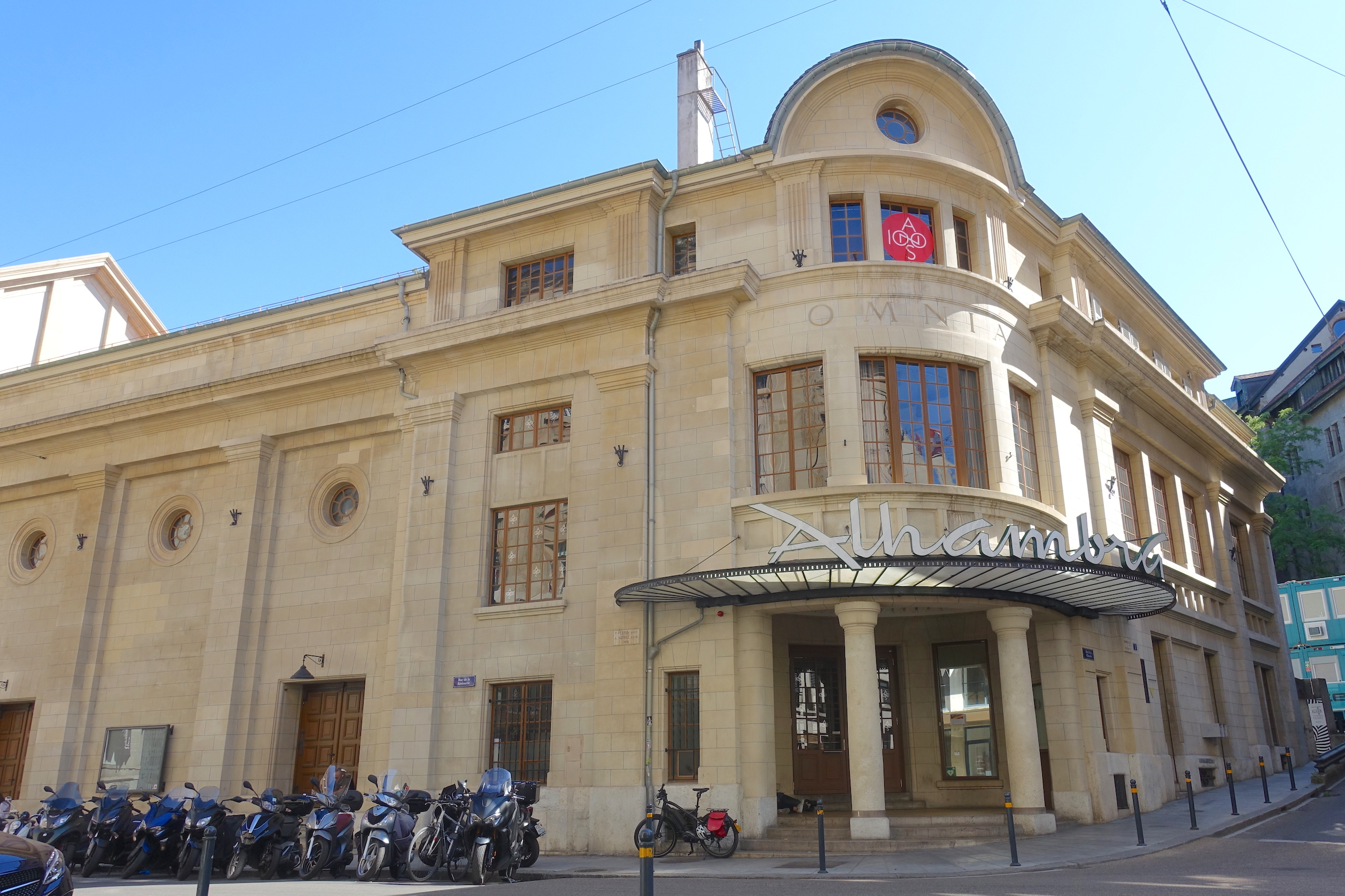
L'Alhambra est la première salle de théâtre cinématographique construite en Suisse.

Au début du XXe siècle les premières salles de cinéma apparaissent en Suisse. Le Fata Morgana est le premier cinéma permanent en 1907 à Bâle. L'Alhambra, construit par l'architecte Paul Perrin, est inauguré le 8 janvier 1920 ; c'est l'une des premières salles conçues en Suisse pour présenter à la fois des spectacles de scène et des films. Elle était alors la plus grande de Suisse avec ses 1 400 places et fut la première à pouvoir projeter des films sonores et parlants dès 1928.
Jusqu'à la fin des années 1920, la production du cinéma en Suisse est rare, mais les montagnes et les lacs servent pendant des décennies de décors aux réalisateurs du monde entier. Avec la Première Guerre mondiale et en raison de la neutralité suisse, les salles de cinéma subissent le boycott des sociétés étrangères. En conséquence des sociétés suisses telles que Eos-Film à Bâle, Iris à Zurich et Lumen-Film à Lausanne sont contraintes de réaliser elles-mêmes leurs propres films. En 1918 s'ouvre la première école d'art dramatique Kinotheaterschuhle à Bâle.

### Premiers films suisses
Le premier film suisse possédant une ambition internationale est Les Origines de la Confédération réalisé en 1924 par Émile Harder, un suisse de l'étranger qui souhaitait offrir à son pays une fresque cinématographique sur les légendes fondatrices de la Suisse, en particulier Guillaume Tell et le serment du Grütli. En 1923, le cinéaste d'origine belge Jacques Feyder réalise Visages d'enfants (sorti en 1925) qui se déroule dans un village de montagne en Valais avec le jeune Jean Forest (11 ans). C'est l'un des premiers longs-métrages qui donne un rôle dramatique de premier plan à un enfant.

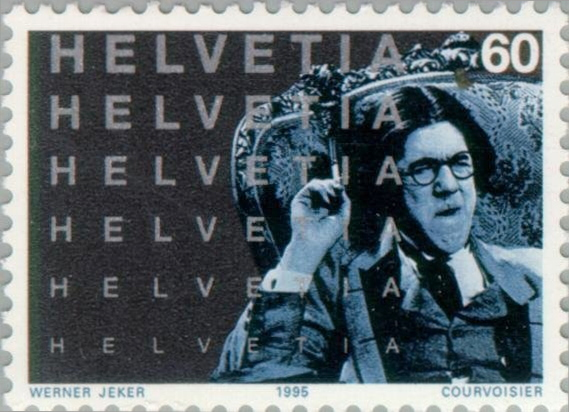
Timbre édité par la Poste en 1995 en l'honneur de Michel Simon (La Vocation d'André Carel).

En 1925, le genevois Jean Choux réalise son premier film, La Vocation d'André Carel en décors naturels autour du lac Léman selon des méthodes de productions artisanales semblables à celles plus tard de la Nouvelle Vague française. C'est le tout premier grand rôle de Michel Simon au cinéma.
En 1929, le premier congrès international de cinéma indépendant (CICI) se tient au château de La Sarraz avec le célèbre cinéaste Sergueï Eisenstein et l'avant-garde du cinéma mondial.
Jusqu'au début des années 1930, il n'y a pas de société de production cinématographique en Suisse et la réalisation de chaque film est une entreprise individuelle. Une des principales raisons de cette lacune est le petit nombre d'habitants et la division de la population en quatre zones linguistiques (allemand, français, italien et romanche) culturellement distinctes. Pour pouvoir travailler en tant que cinéaste, il fallait alors partir à l'étranger.

## Débuts du cinéma suisse

### Cinéma sonore
La naissance d'une production suisse coïncide avec les débuts du cinéma sonore. À partir de 1933, l'émigration en provenance d'Allemagne, en raison du troisième Reich, est bénéfique pour la ville de Zurich qui voit de nombreuses personnalités artistiques allemandes s'installer au Schauspielhaus de Zurich et les techniciens suisses de cinéma ayant travaillé en Allemagne rentrent au pays.
En 1933, Les effets de la vérité de Walter Lesch et Richard Schweizer est le premier film sonore entièrement produit en Suisse et le premier en dialecte alémanique. Le dialecte alémanique connaît son apogée dans les années 1950 et il a eu un rôle dominant jusqu'aux années 1990 car il renforce l'identité culturelle de la majorité alémanique suisse et le besoin de se distinguer de l'Allemagne.

### Seconde Guerre mondiale
Lors de la Seconde Guerre mondiale, la production intérieure des films suisses connaît un bref essor, car les circonstances exceptionnelles obligent l'État suisse à prendre des mesures de contrôle et de limitation contre les importations de films. Dès la mobilisation en Suisse de 1939, une censure est introduite afin d'assurer la sécurité du pays en matière d'information. Les ouvrages, notamment les films, en faveur de l'un ou l'autre des belligérants sont interdits. Des films suisses, comme De achti Schwyzer (1940) d'Oskar Wälterlin (directeur du Schauspielhaus de 1938 à 1961), subissent également la censure qui va durer jusqu'en 1945.

### Ciné-journal suisse
Le Ciné-Journal suisse est né en 1939 dans le courant de la censure politique et dans le but de contrôler l'information. Il est le principal moyen d'information politique audiovisuelle de la Suisse de 1940 à 1975.Il est diffusé chaque semaine en allemand, français et italien, en avant-programme dans toutes les salles de cinéma. Les éditions durent sept à huit minutes et traitent cinq à sept sujets.
Durant la Seconde Guerre mondiale, ses premières éditions sont soumises à la censure militaire. Les actualités cinématographiques du Ciné-Journal suisse constituaient la seule possibilité d'information, parallèlement à la radio et aux journaux, avant que n'apparaisse le téléjournal en 1954. Le caractère obligatoire de la diffusion du Ciné-Journal suisse est supprimé en 1946, il est transformé en magazine hebdomadaire à thème unique en 1970. Son importance décline régulièrement pour disparaître en 1975 en raison de la concurrence de la télévision suisse. Le Ciné-Journal suisse a diffusé, durant 35 ans, plus de 6 600 sujets.

### Société Praesens Film

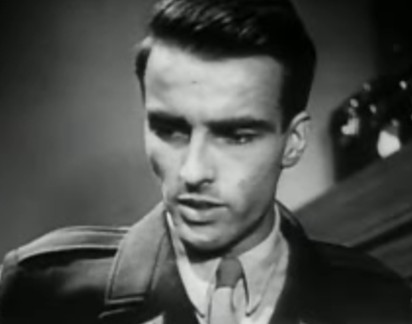
Montgomery Clift dans Les Anges marqués (The Search) de Fred Zinnemann (1948).

La société de production Praesens-Film est créée à Zurich en 1924 par Walter Mittelholzer et Lazar Wechsler. À cette époque la Suisse est l'un des derniers pays européens à ne pas disposer d'une industrie cinématographique puissante. Praesens-Film acquiert une réputation internationale avec un cinéma synonyme d'engagement humaniste et de qualité. Elle a célébré ses plus grands succès dans les années 1930 et 1940 avec notamment quatre oscars et plus de quarante films dont plusieurs sont d'une réelle valeur artistique :
- 1938 : Le Fusilier Wipf réalisé par Hermann Haller et Leopold Lindtberg, avec Paul Hubschmid dans le rôle de Reinhold Wip, garde-frontière pendant la Première Guerre mondiale ;
- 1939 : L'or dans la montagne de Max Haufler, d'après le roman Farinet ou la Fausse Monnaie de Charles Ferdinand Ramuz, avec Jean-Louis Barrault dans le rôle de Joseph-Samuel Farinet ;
- 1939 : L'Inspecteur Studer de Leopold Lindtberg avec Heinrich Gretler ;
- 1941 : Roméo et Juliette au village d'Hans Trommer et Valérian Schmidely ;
- 1941 : Landammann Stauffacher de Leopold Lindtberg, avec Heinrich Gretler ;
- 1941 : Gilberte de Courgenay de Franz Schnyder ;
- 1943 : La nuit sans permission (Wilder Urlaub) de Franz Schnyder avec Robert Trösch ;
- 1944 : Marie-Louise de Leopold Lindtberg obtient l'Oscar du meilleur scénario original pour Richard Schweizer ;
- 1945 : La Dernière Chance de Leopold Lindtberg, Palme d'or au Festival de Cannes est une œuvre clé de l'histoire du cinéma suisse. Dans le nord de l'Italie en 1943, un lieutenant britannique et un sergent américain, prisonniers de guerre, s'évadent et aident des réfugiés juifs à passer la frontière vers la Suisse[16] ;
- 1948 : Les Anges marqués (The Search) film helvético-américain coproduit avec la Metro-Goldwyn-Mayer de Fred Zinnemann avec Montgomery Clift dans le rôle du soldat américain,Oscar du meilleur scénario adapté pour le scénariste Richard Schweizer, trois Golden Globes dont un prix d'interprétation pour le jeune Ivan Jandl[17] ;
- 1949 : Swiss Tour de Leopold Lindtberg avec Cornel Wilde, Josette Day et Simone Signoret ;
- 1953 : Le Village près du ciel (Sie fanden eine Heimat) de Leopold Lindtberg avec John Justin et Eva Dahlbeck.

Dans les années 1960, la société Praesens-Film ne connaît plus de grands succès et le cinéma suisse subit une grande crise à cause de la désaffection du public due à l'apparition de la télévision. De nombreuses sociétés de production ferment. Praesens Film est la plus ancienne société cinématographique encore existante dans le pays, mais elle agit principalement en tant que distributeur de ses propres productions cinématographiques,.

## Années 1950

### Cinémathèque suisse

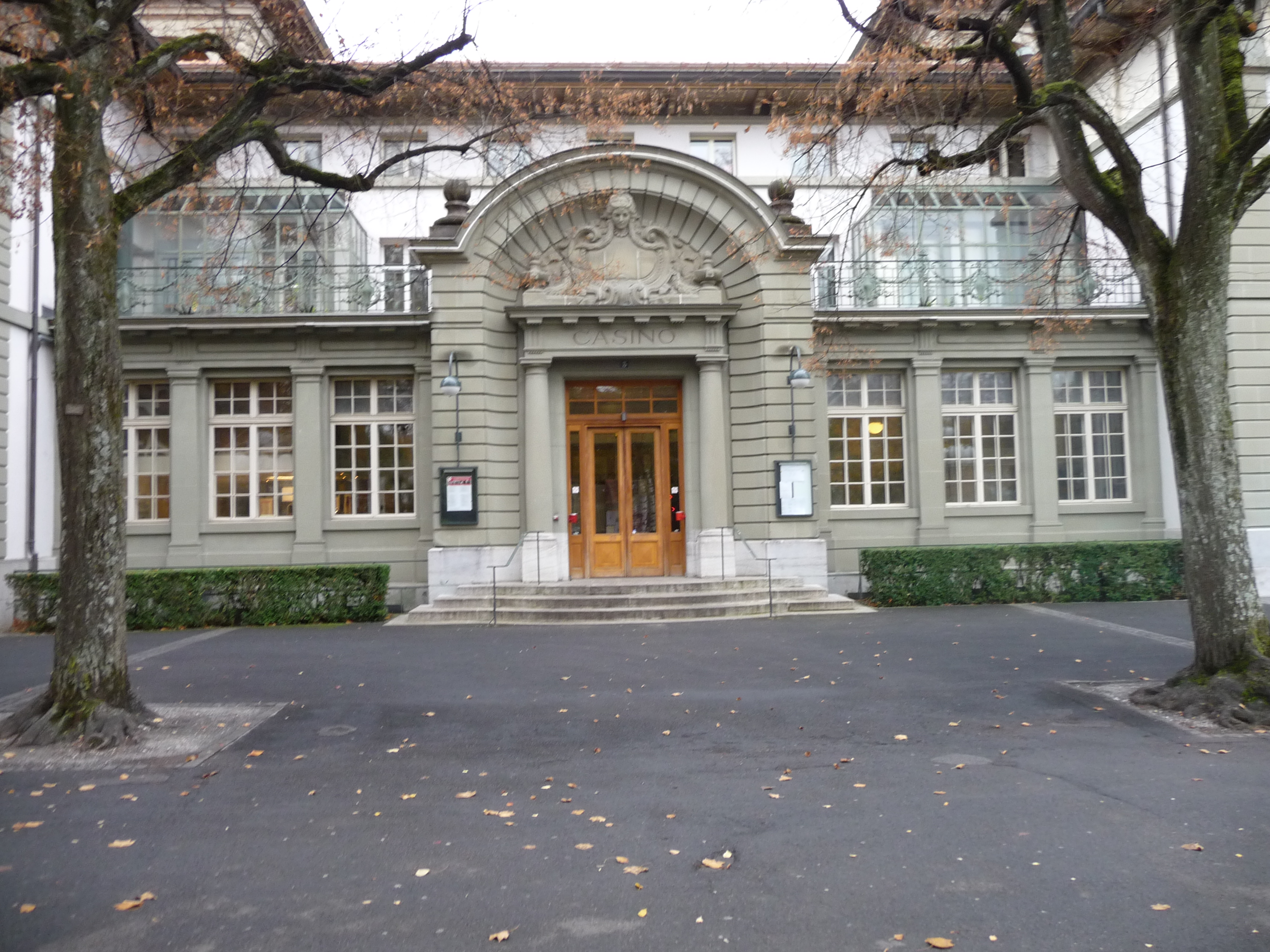
Le Casino de Montbenon.

En 1943, les Archives cinématographiques suisses sont créées à Bâle. L'institution est transférée à Lausanne en 1949 sous la dénomination de Cinémathèque suisse. Elle est reconnue comme l'une des dix plus importantes cinémathèques du monde par l'étendue, la diversité et la qualité de ses collections liées à l'histoire du cinéma. Sous l'impulsion de son directeur Freddy Buache (1951 à 1996), la Cinémathèque suisse joue un rôle central dans l'établissement d'une culture cinématographique en Suisse, en particulier par le biais des ciné-clubs. Elle possède des salles de projection au casino de Montbenon à Lausanne, un centre d'archivage à Penthaz et un centre de documentation à Zurich.

### Festival de Locarno

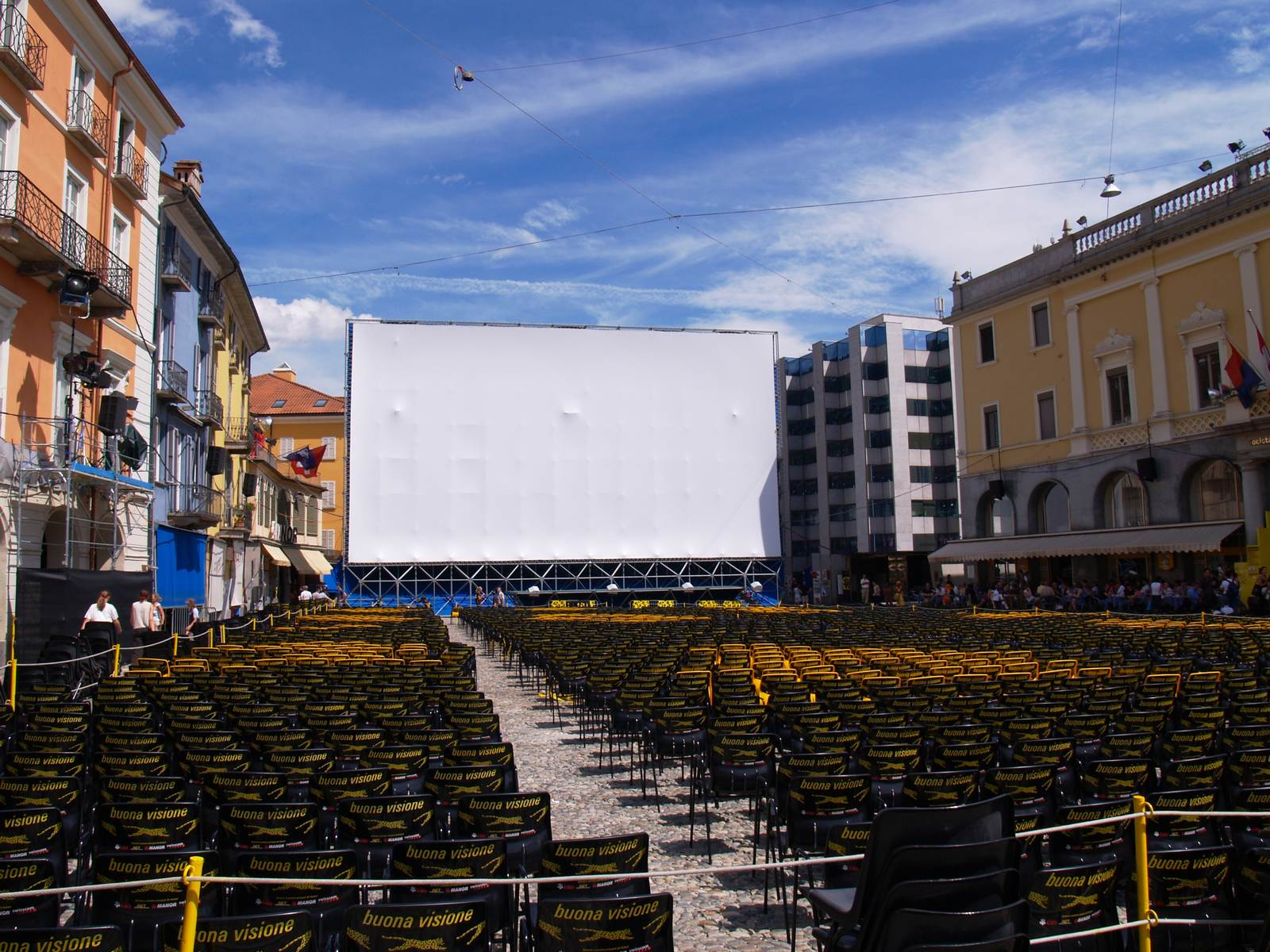
La Piazza Grande

Le festival international du film de Locarno est créé en 1946, il est le principal festival cinématographique de Suisse consacré au cinéma d'auteur. Il a lieu au mois d'août dans la ville de Locarno au Tessin et il est reconnu par la Fédération internationale des associations des producteurs de films (FIAPF) dans la liste des treize festivals compétitifs, à l'instar des festivals tels que le Festival de Cannes, la Mostra de Venise et la Berlinale. Les films en compétition sont projetés le soir sur l'immense Piazza Grande qui peut accueillir 8 000 spectateurs. La récompense principale décernée par le jury est le Léopard d'or (Pardo d'oro).

### Années 1950

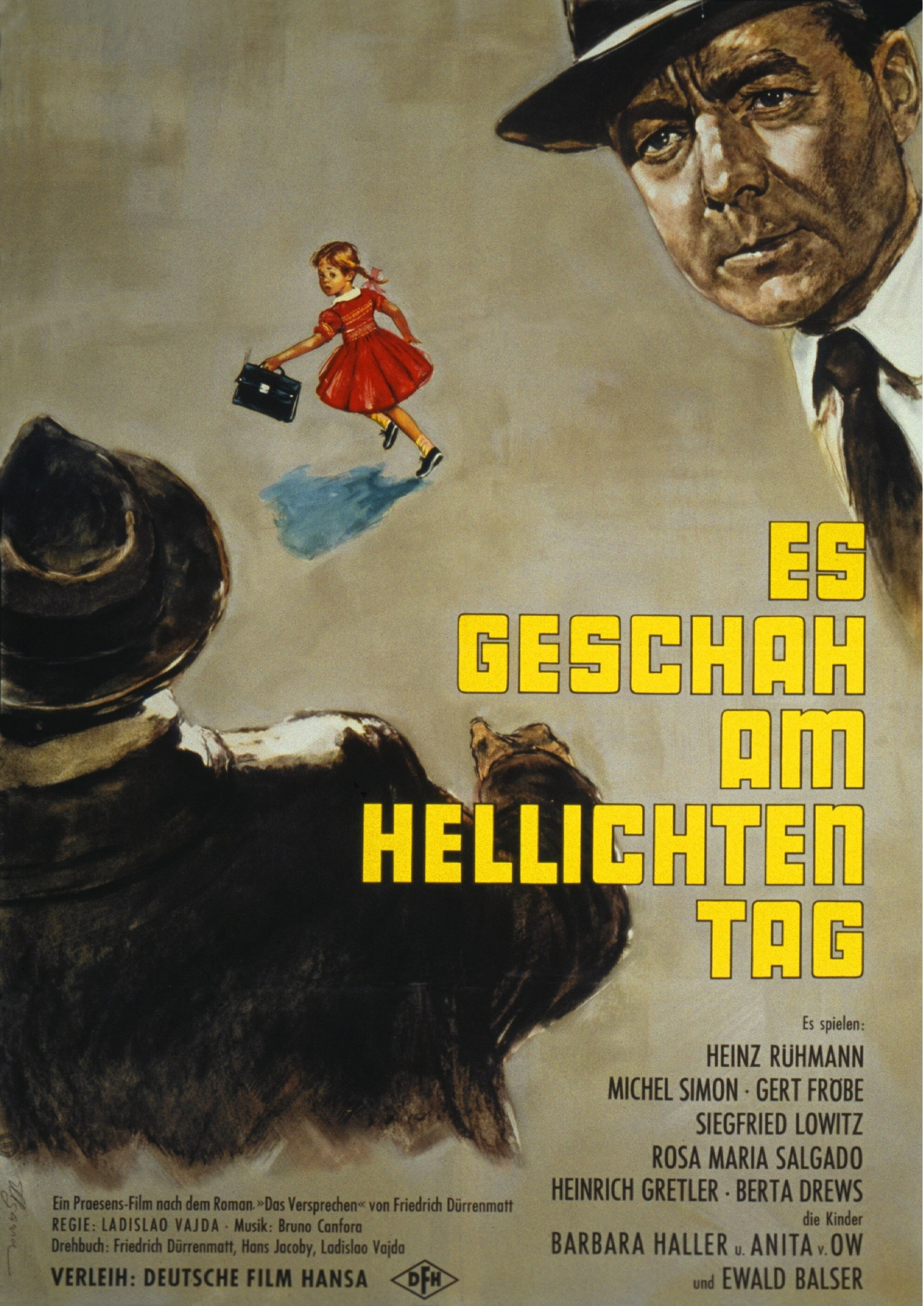
Ça s'est passé en plein jour

Le cinéma suisse des années 1950 voyait encore le monde avec les yeux du XIXe siècle. La modernité suscitait chez plusieurs réalisateurs helvétiques un malaise, voire l'hostilité. Le saint-gallois Kurt Früh a façonné le cinéma suisse avec plusieurs films qui marquent l'apogée du cinéma en dialecte alémanique avec une grande popularité. Il se spécialise dans les histoires du milieu bourgeois de Suisse allemande comme Unser Dorg (1953) en compétition au Festival de Cannes, Polizischt Wäckerli (de) (1955), Oberstadtgass (1956), Les Fils du boulanger (de) (1957), Café Odéon et Hinter den sieben Gleisen (de) tous les deux réalisés en 1959.
Le bernois Franz Schnyder aborde comme principaux thèmes des sujets paysans, les glaciers et les villages comme notamment avec Gilberte de Courgenay (1941), Wilder Urlaub (1943), Uli, der Knecht (1954), Uli der Oächter (1955) d'après le romancier bernois Jeremias Gotthelf, Heidi et Pierre, le premier film en couleur en Suisse (1955) et Der 10. Mai (1957).
Ladislas Vajda réalise Ça s'est passé en plein jour (1958) avec Michel Simon, Gert Fröbe et Heinz Rühmann, une coproduction entre la Suisse (Praesens Film), l'Allemagne de l'Ouest et l'Espagne avec un scénario original du dramaturge Friedrich Dürrenmatt.

## Nouveau cinéma suisse

### Renouveau en Suisse romande
Dès les années 1960, des pionniers francophones se placèrent soudain à l'avant-garde du cinéma suisse.
Le neuchâtelois Henry Brandt fonde en 1962 l'Association suisse des réalisateurs avec notamment Claude Goretta, Alain Tanner et Walter Marti. En 1964, il réalise La Suisse s'interroge, cinq courts-métrages documentaires réalisés pour l'Exposition nationale de Lausanne. C'est l'élément majeur de l'exposition, le film de Brandt marque les visiteurs, bousculés dans leurs convictions par le regard critique que le cinéaste propose sur la Suisse dans les années 1960. Malgré son rôle de pionnier dans le paysage du cinéma romand qui a ouvert la voie aux jeunes réalisateurs du nouveau cinéma suisse, Henry Brandt poursuit une carrière indépendante et solitaire.
En 1966, Yves Yersin, Francis Reusser, Claude Champion et Jacques Sandoz se réunissent avec le critique et producteur Freddy Landry pour produire Quatre d'entre elles, un film composé de quatre courts-métrages en mutualisant les financements et le matériel.
En 1968, Claude Goretta, Alain Tanner, Michel Soutter, Jean-Louis Roy et Jean-Jacques Lagrange (remplacé par la suite par Yves Yersin) fondent le Groupe 5, afin de produire leurs films en indépendants avec l'aide financière de la Télévision suisse romande. Ils ont incarné la "Nouvelle vague romande" avec leurs films emblématiques d'une époque : La Salamandre, L'invitation, La Lune avec les dents et L'Inconnu de Shandigor. Ils montrent la possibilité de réaliser à Genève un cinéma suisse de qualité, mais les obstacles sont très nombreux, notamment le manque de financement et de formation. L'acteur genevois Jean-Luc Bideau personnifie les débuts du jeune cinéma romand, les cinéastes Michel Soutter, Alain Tanner, Claude Goretta, Yvan Butler et Simon Edelstein ont fait appel à lui.
Sous l’impulsion de Christian Zeender, chef de la section du cinéma à l'Office fédéral de la culture suisse (1984 à 1993) des accords de coproduction avec la France, l’Allemagne, l’Autriche, l’Italie, la Belgique et le Canada sont développés.

### Principaux cinéastes romands

#### Jean-François Amiguet
Jean-François Amiguet réalise quatre longs-métrages : Alexandre (1983), La Méridienne (1988), L'Écrivain public (1993), Au sud des nuages (2003) et Sauvage (2010). Il réalise également avec la Télévision suisse romande de nombreux documentaires et émissions.

#### Lionel Baier
Lionel Baier, après deux premiers documentaires à caractère autobiographique (Celui au pasteur en 2000 et La parade en 2001), il réalise avec une démarche très personnelle : Garçon stupide (2004) avec Natacha Koutchoumov, Comme des voleurs, à l'Est (2006) avec Natacha Koutchoumov, Un autre homme (2009) avec Natacha Koutchoumov en compétition au Festival de Locarno, Les Grandes Ondes, à l'ouest (2013) avec Michel Vuillermoz, La Vanité (2015) avec Patrick Lapp et Prénom Mathieu (2018) avec Maxime Gorbatchevsky. Il est responsable du département cinéma de l'École cantonale d'art de Lausanne de 2002 à 2021.

#### Jean-Stéphane Bron
Jean-Stéphane Bron, son premier film de fiction, Mon frère se marie (2006) avec Jean-Luc Bideau et Aurore Clément est sélectionné au Festival de Locarno. Il réalise ensuite plusieurs documentaires : Mais im Bundeshuus : Le Génie helvétique (2003)rencontre un grand succès, Cleveland contre Wall Street (2010) présenté à la Quinzaine des réalisateurs du Festival de Cannes et nommé pour le César du meilleur film documentaire, L'Expérience Blocher (2013), L'Opéra (2017).

#### Yvan Butler
Yvan Butler vient de la Télévision Suisse romande. Il réalise son premier film La fille au violoncelle avec Michael Lonsdale et Jean-Luc Bideau (1973). Il a signé de nombreux téléfilms : L'Enfant bleu (1984) a reçu le prix du meilleur scénario au festival de Digne-les-Bains.

#### Simon Edelstein

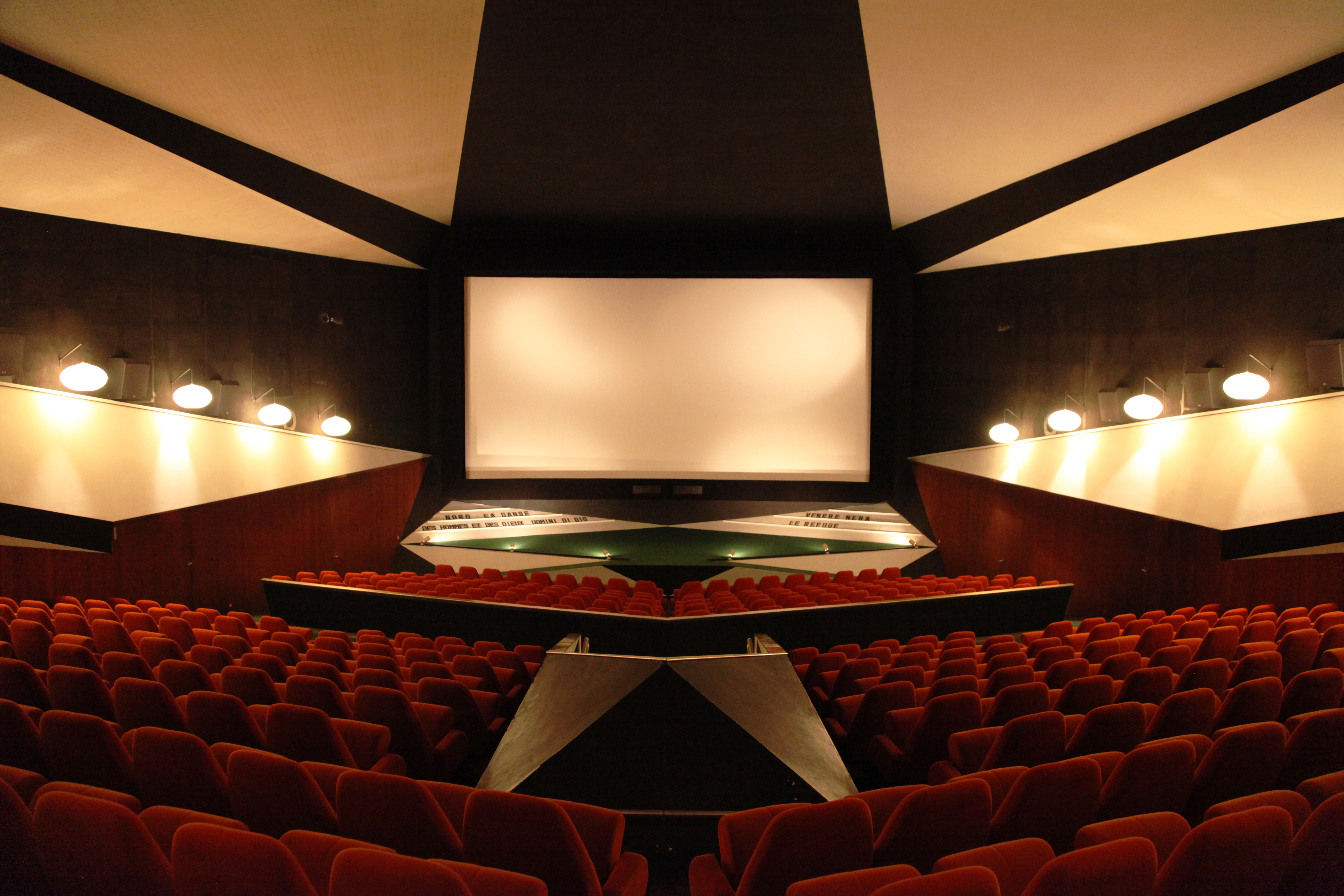
Le cinéma Corso à Lugano (Livre "Lux, Rex et Corso).

Le premier film de Simon Edelstein, Les Vilaines Manières (1974) avec Jean-Luc Bideau, s'inscrit dans le courant du cinéma suisse contemporain. Un homme en fuite (1980), avec Roger Jendly a reçu le Prix spécial au Festival du Mystère de Cattolica et le Prix de la mise en scène au Festival de Brest. Il réalise ensuite L'Ogre (1987), d'après le roman de Jacques Chessex, puis Passage au crépuscule (2000) et Quelques jours avant la nuit (2008). Depuis les années 2000, il reprend son premier métier de photographe et il parcourt le monde entier pour photographier des vieux cinémas du XXe siècle qui se décomposent dans l'indifférence générale. Il a publié Lux, Rex & Corso (2011), un livre illustré consacré aux salles de cinémas en Suisse et Le crépuscule des cinémas (2020) sur les cinémas abandonnés dans le monde entier.

#### Jean-Luc Godard

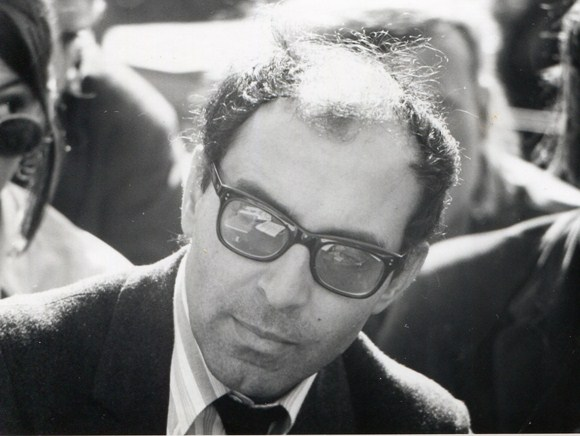
Jean-Luc Godard (1968).

Jean-Luc Godard réalise son tout premier film en 1953 Opération Béton (en 16 mm, 16 min) sur la construction du Barrage de la Grande-Dixence (Valais), puis à Genève Une femme coquette en 1955 (9 min). En 1977 il s'installe avec sa compagne Anne-Marie Miéville à Rolle, tout près de la ville de Nyon où il a passé son enfance.
C'est en Suisse que Godard poursuit sa très longue carrière avec une cinquantaine de films et de vidéo notamment les longs-métrages : Sauve qui peut (la vie) (1979) avec Isabelle Huppert, Jacques Dutronc et Nathalie Baye,  Passion (1982) avec Isabelle Huppert et Michel Piccoli, Prénom Carmen (1983) avec Maruschka Detmers, Je vous salue, Marie (1985) avec Myriem Roussel, Détective (1985) avec Nathalie Baye, Claude Brasseur et Johnny Hallyday,  Soigne ta droite (1987) avec Jane Birkin et Dominique Lavanant, King Lear (1987) avec Peter Sellars, Burgess Meredith avec Woody Allen, Nouvelle vague (1990) avec Alain Delon, Hélas pour moi (1993) avec Gérard Depardieu, For Ever Mozart (1996), Éloge de l'amour (2001), Notre musique (2004), Film Socialisme (2010), Adieu au langage (2014) et Le Livre d'image (2018).

#### Claude Goretta
Claude Goretta est un cinéaste majeur du cinéma suisse et francophone, il est également une figure du nouveau cinéma suisse. Il a révélé au grand public l'actrice Isabelle Huppert en 1977 avec La Dentellière. Dans ses portraits, Goretta a un regard profondément humaniste sur les petites gens qu'il aime filmer. Il est primé au Festival de Cannes pour ses fictions : L'Invitation (1973) et La Dentellière (1977). En 2010, il reçoit un Quartz d'honneur du cinéma suisse et un Léopard d'honneur en 2011 au Festival international du film de Locarno pour l'ensemble de son œuvre,. Il pratique toutes les disciplines de la création filmée. Pour le cinéma, il réalise les longs-métrages : Le Fou (1970) avec François Simon, L'Invitation (1973) avec Jean-Luc Bideau et François Simon (Prix du jury du Festival de Cannes, Pas si méchant que ça (1974) avec Gérard Depardieu et Marlène Jobert, La Dentellière avec Isabelle Huppert, La Provinciale (1981) avec Nathalie Baye, La Mort de Mario Ricci (1983) avec Gian Maria Volonté, Si le soleil ne revenait pas (1987) avec Charles Vanel, L'Ombre (1991) avec Pierre Arditi et Jacques Perrin.
Goretta réalise plusieurs téléfilms de qualité, en particulier : trois épisodes du Commissaire Maigret avec Bruno Cremer (1991, 1993 et 1995), Le Chagrin des Belges (1994) d'après le roman d'Hugo Claus, Le Dernier Chant (1996) avec Michel Duchaussoy, Le Dernier Été (1997) avec Jacques Villeret et Catherine Frot, Thérèse et Léon (2000) avec Claude Rich, La Fuite de Monsieur Monde (2004) avec Bernard Le Coq et Sartre, l'âge des passions (2006) avec Denis Podalydès. Entre 1962 et 1978, Il réalise également de très nombreux reportages pour la Télévision suisse romande (Continents sans visa) et pour l'ex-ORTF (Cinq colonnes à la une). Il filme également un opéra Orfeo (1985) de Claudio Monteverdi avec Gino Quilico et Audrey Michael. Son dernier documentaire Visages suisses (1991) est un film à sketch pour le 700e anniversaire de la Confédération suisse, il dresse les portraits de Jean Tinguely, Pascal Auberson et Nicole Niquille.

#### Pierre Koralnik
Pierre Koralnik débute à la Télévision suisse romande. Il réalise en 1967 la comédie musicale à succès Anna avec Anna Karina, Jean-Claude Brialy et Marianne Faithfull sur une musique de Serge Gainsbourg (Sous le soleil exactement). Il tourne en Suisse La Sainte Famille (1973) avec Ingrid Thulin et Michel Bouquet puis il réalise de nombreux téléfilms et des portraits. Dans le documentaire Visages suisses (1991), il réalise le sketch d'Élisabeth Eschler la première femme maire d'un petit village dans le canton d'Appenzell.

#### Ursula Meier

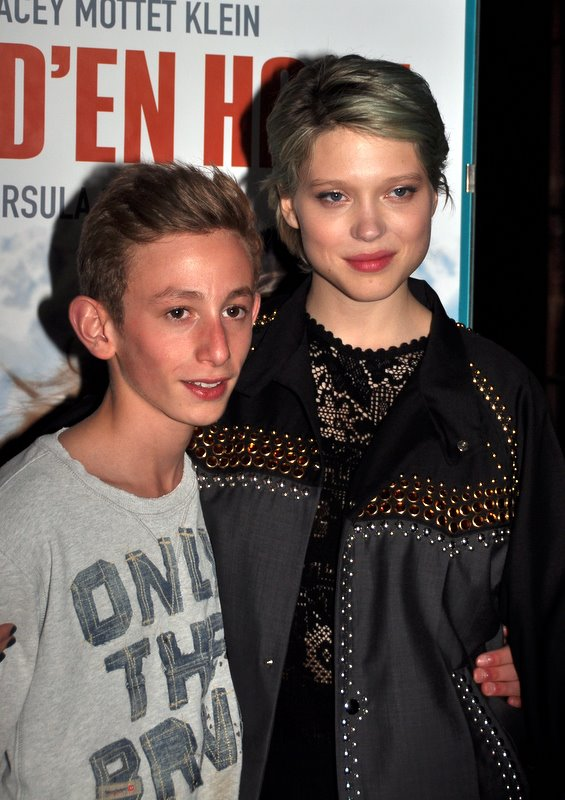
Léa Seydoux et Kacey Mottet "L'Enfant d'en haut"

Ursula Meier alterne les documentaires et les fictions : Des épaules solides (2002) avec Louise Szpindel, Home (2008) avec Isabelle Huppert (primé au Festival du film francophone d'Angoulême). En 2012, L'Enfant d'en haut avec Léa Seydoux est élu meilleur film suisse de l'année et sélectionné aux Oscars du meilleur film étranger,.

#### Frédéric Mermoud
Frédéric Mermoud est en compétition au Festival de Locarno avec son premier long-métrage Complices (2009) avec Emmanuelle Devos, il reçoit le Prix du cinéma suisse du meilleur scénario. Puis il réalise ensuite Moka (2016) avec Nathalie Baye et Emmanuelle Devos. Pour la télévision, il tourne quatre épisodes de la série Les Revenants (2012) récompensée d'un Emmy Awards puis Criminal (2019) avec Nathalie Baye et Sara Giraudeau.

#### Anne-Marie Miéville
Anne-Marie Miéville réalise son premier long-métrage Mon cher sujet en 1988, puis Lou n'a pas dit non (1994), Nous sommes tous encore ici (1997) avec Bernadette Lafont et Après la réconciliation (2000). Compagne de Jean-Luc Godard, elle a coréalisée avec lui plusieurs films et des vidéos.

#### Patricia Moraz
Patricia Moraz est l'une des rares femmes à s'être frayé un chemin dans l'univers masculin du cinéma suisse dans les années 1960 et 1970. Son premier film Les Indiens sont encore loin (1977) avec Isabelle Huppert, Christine Pascal et Nicole Garcia est présenté à la Quinzaine des réalisateurs à Cannes et primé à Locarno. Elle tourne ensuite Le Chemin perdu (1980) avec Christine Pascal, Magali Noël et Delphine Seyrig, le film est lauréat du Prix Georges-Sadoul.

#### Christine Pascal
Christine Pascal est la femme du producteur Robert Bonner qui a produit ses trois films suisses : Zanzibar (1989) avec Fabienne Babe, Le Petit Prince a dit (1992) avec Richard Berry et Anémone et Adultère (mode d'emploi) (1995) avec Richard Berry, Karin Viard et Vincent Cassel.

#### Patricia Plattner
Patricia Plattner produit elle-même ses quatre films : Piano Panier ou la recherche de l'Équateur (1989) avec Rita Blanco, en compétition au Festival de Locarno, Le Livre de cristal (1994) avec Jean-François Balmer et Valeria Bruni Tedeschi, présenté au Festival de Locarno, Les Petites Couleurs (2002) avec Anouk Grinberg et Bernadette Lafont, Bazar (2009) avec Bernadette Lafont et Lou Doillon. Elle a également réalisé une dizaine de documentaires. Elle a reçu le Mérite carougeois par la ville de Carouge où elle a résidé.

#### Francis Reusser
Francis Reusser remporte le Léopard d'or au Festival de Locarno avec son premier film Le Grand Soir (1976) avec Niels Arestrup. Puis ce cinéaste, cherchant à rendre compte de manière critique de notre époque, poursuit avec Seuls (1981) avec Niels Arestrup, Derborence (1985) d'après le roman de Charles Ferdinand Ramuz et César du meilleur film francophone, La Loi sauvage (1988) avec Michel Constantin, Jacques et Françoise (1991), La Guerre dans le Haut Pays (1999) également d'après Ramuz avec Marion Cotillard, Voltaire et l'Affaire Calas (2007) avec Claude Rich, Ma nouvelle Héloïse (2012), La Terre promise (2014). Parallèlement à sa carrière au cinéma, il réalise des émissions documentaires pour la Télévision suisse romande, en particulier avec Emmanuelle de Riedmatten ils filment les liens de Visages suisses pour le 700e anniversaire de la Confédération Suisse en 1991 réalisé par 13 cinéastes suisses, Passages de la recherche (1994) mention spéciale du jury aux Rencontres Internationales de l'Audiovisuel scientifique à la Tour Eiffel 1994 et La Séparation des traces (2018).

#### Jean-Louis Roy
Jean-Louis Roy réalise son premier film L'Inconnu de Shandigor (1967) avec Daniel Emilfork et Howard Vernon, présenté au festival de Cannes). Black Out (1970) est une œuvre prémonitoire : un vieux couple, craignant une guerre prochaine, se laisse mourir de faim en refusant d'utiliser ses provisions. À partir de 1972, il va privilégier le reportage en réalisant plus de quatre-vingts documentaires.

#### Marcel Schüpbach
Marcel Schüpbach est nommé pour le César du meilleur film francophone lors de la 9e cérémonie des César pour son premier film L'Allégement (1983) avec Anne Caudry et Anne-Marie Blanc. Il produit aussi Happy End (1987) avec Carlo Brandt, Les Agneaux (1995) avec Richard Berry et Brigitte Roüan. Il a réalisé plus d'une quarantaine de reportages en Suisse et à l'étranger.

#### Michel Soutter

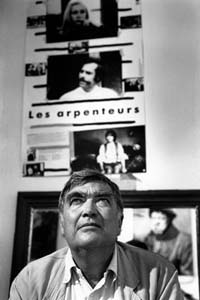
Michel Soutter (1990).

Michel Soutter est l'un des précurseurs du nouveau cinéma suisse. Poète et chanteur à ses débuts, il s'affirme par son inventivité, sa poésie et sa recherche de sujets en prise directe sur son époque : La Lune avec les dents (1966), Haschisch (1968) avec Édith Scob, La Pomme (1969), James ou pas (1970) avec Jean-Luc Bideau, Les Arpenteurs (1972) avec Jean-Luc Bideau en compétition au Festival de Cannes, L'Escapade (1974) avec Jean-Louis Trintignant et Marie Dubois, Repérages (1977) avec Jean-Louis Trintignant, L'Amour des femmes (1981) avec Pierre Clémenti, Signé Renart (1986) avec Tom Novembre. Il réalise également de nombreuses émissions pour la télévision, des téléfilms et des mises en scènes au théâtre.

#### Alain Tanner

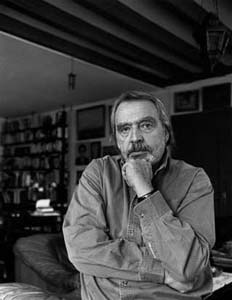
Alain Tanner en 1993.

Alain Tanner, cofondateur du Groupe 5, joue un rôle très important pour le développement du cinéma suisse romand. Avec son premier film Charles mort ou vif (1969) avec François Simon il remporte le Léopard d'or au Festival de Locarno puis il réalise ensuite 18 films : La Salamandre (1971) avec Bulle Ogier et Jean-Luc Bideau, le film est un grand succès, Le Retour d'Afrique (1973) avec Juliet Berto, Le Milieu du monde (1974) avec Olimpia Carlisi et Philippe Léotard, Jonas qui aura 25 ans en l'an 2000 (1976) avec Jean-Luc Bideau, Messidor (1978) avec Clémentine Amouroux, Les Années lumière (1981) avec Trevor Howard Grand prix au Festival de Cannes, Dans la ville blanche (1983) avec Bruno Ganz (César du meilleur film francophone), No Man's Land (1985) avec Myriam Mézières, Une flamme dans mon cœur (1987), La Vallée fantôme (1987) avec Jean-Louis Trintignant, La Femme de Rose Hill (1989) avec Jean-Philippe Écoffey, L'Homme qui a perdu son ombre (1991) avec Francisco Rabal, Le Journal de Lady M. (1992) avec Myriam Mézières, Fourbi (1995) avec Karin Viard, Requiem (1998) avec Francis Frappat, Jonas et Lila, à demain (1999) avec Jérôme Robart, Fleurs de sang (2002) avec Myriam Mézières et Paul s'en va (2004). Tanner est membre du jury du Festival de Cannes (1972) et de la Mostra de Venise (1983).

#### Jacqueline Veuve
Jacqueline Veuve réalise deux fictions : Parti sans laisser d'adresse (1982) avec Roland Amstutz, sélection de la Semaine de la critique à Cannes et Prix du jury œcuménique au Festival de Locarno et L'Évanouie (1992) avec Stéphane Audran et Daniel Gélin. Elle réalise une soixantaine de films et documentaires, à caractère essentiellement anthropologique et ethnographique. Dans Visages suisses coréalisation pour le 700e anniversaire de la Confédération, elle réalise un sketch consacré au fabricant d'automates François Junod. Elle reçoit en 2013 le Prix d'honneur du cinéma suisse pour l'ensemble de sa carrière.

#### Yves Yersin
Yves Yersin connaît un succès considérable avec Les Petites Fugues (1979) avec Michel Robin dans le rôle de Pipe le valet de ferme. Compagnon tardif du Groupe 5, il a réalisé de nombreux documentaires. En 2013, il est primé au Festival de Locarno pour son documentaire Tableau noir, tourné dans une salle de l'école de Derrière-Pertuis (Neuchâtel).

### Principaux cinéastes alémaniques
En Suisse alémanique, le renouvellement dans les années 1960 et 1970 se fait plus lentement. C'est d'abord le documentaire politique et engagé qui se développe, il est marqué par une pensée rigoureuse et des préoccupations éthiques. La fiction tarde à s'imposer, principalement aussi à cause d'une relation plus conflictuelle avec la Télévision suisse alémanique.
À partir de 1972-1973, à l'instar du succès du cinéma romand, des cinéastes de Suisse alémanique attirent également l'attention du cinéma suisse à l'étranger avec une grande diversité de formes et de contenus, en particulier : Alexander J. Seiler (Siamo italiani, 1964), Xavier Koller (Hannibal, 1972 et Voyage vers l'espoir, Oscar du meilleur film étranger en 1991), Georg Radanowicz (Alfred R., 1972), Thomas Koerfer (La Mort du directeur du cirque de puces, 1973), Peter von Gunten (l'Extradition 1974), Richard Dindo (L'Exécution du traître à la patrie Ernst S., 1976), Daniel Schmid (La Paloma, 1974), Kurt Gloor (La soudaine solitude de Konrad Steiner, 1976), Markus Imhoof (La barque est pleine, 1981), Rolf Lyssy (Les Faiseurs de Suisses, 1978) et Fredi Murer (L'Âme-sœur, 1985) qui a obtenu le Léopard d'or au Festival de Locarno .

#### Richard Dindo

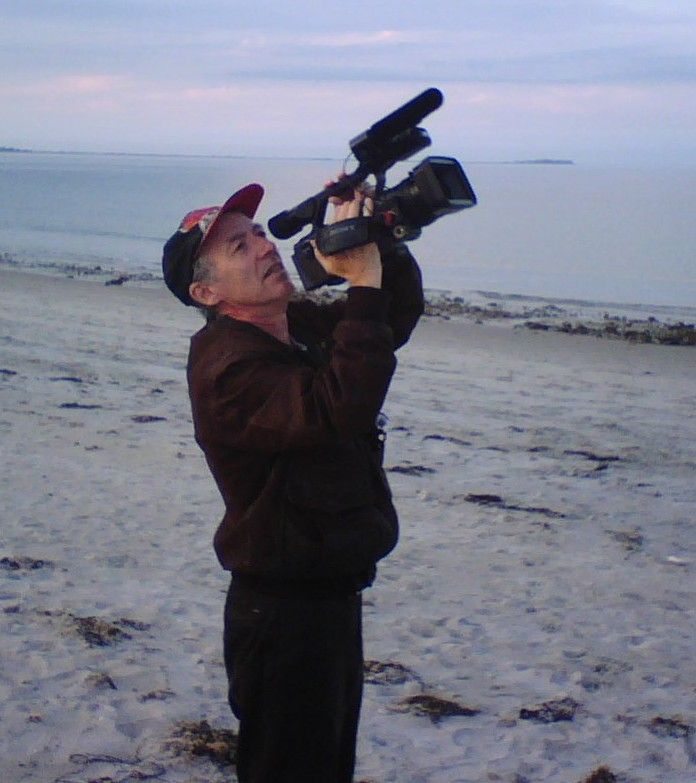
Richard Dindo (2008).

Richard Dindo est l'un des documentaristes de la Suisse alémanique les plus importants avec Fredi Murer et Alexandrer Seiler. De 1970 à 2014, il réalise 35 films. L'Exécution du traître à la patrie Ernst S. (1975), d'après le livre de Niklaus Meienberg, est un film clé. Pour la première fois, le thème de la Seconde Guerre mondiale, qui avait disparu des films suisses dans les années 1950 et 1960 est repris. L'enquête sur le procès et l'exécution du soldat suisse Ernst Schrämli qui a volé des grenades et les a remises à un agent allemand a créé un débat public exceptionnel. Richard Dindo a poursuivi avec d'autres grands documentaires : Clément Moreau, graphiste utilitaire (1978), Max Haufler, le muet (1983), El Suizo, un amour en Espagne (1985), Dani, Michi, Renato & Max (1987), Arthur Rimbaud, une biographie (1991), Ernesto Che Guevara, le journal de Bolivie (1994), Une Saison au Paradis (1996), L'affaire Grünniger (1997), Enquête et mort à Winterthur (2002), Qui était Kafka ? (2006), Gauguin à Tahiti et aux Marquises (2010), Le Voyage de Bashô (2017) et Le dernier cinéma à la campagne (2021).

#### Kurt Gloor
Kurt Gloor est l'un des cinéastes de Suisse alémanique le plus doué de sa génération . Il écrit des articles pour la Neue Zürcher Zeitung et la Die Weltwoche. Il croit en la force révolutionnaire du cinéma. Il se fait connaître avec son premier long-métrage fort réussi La solitude soudaine de Konrad Steiner avec Sigfrit Steiner, Em Lehme si Letscht (1977), Der Chinese (1979), Der Erfinder (1980) avec Bruno Ganz, Mann ohne Gedächtnis (1984) avec Hannelore Elsner, Visages suisses (1991), film pour le 700e anniversaire de la Confédération suisse l'épisode de Guillaume Tell, Jessica (1993), Traumjob für Schutzengel (1993), Blindlings ins Leben (1994), Lahmgelegt, Der Kunstmaler Klaus Spahni (1996). Il est récompensé du Prix du cinéma de la ville de Zurich en 1977.

#### Peter von Gunten
Peter von Gunten présente à la Quinzaine des réalisateurs à Cannes avec un grand succès L'extradition (1974) avec Anne Wiazemsky et Roger Jendly dans le rôle Serge Netchaïev, un révolutionnaire russe réfugié en Suisse, Die Stimme des Volkes (1977), Kleine frieren auch im Sommer (1978) avec Verena Reichhardt en compétition au Festival de Locarno, Geraubte Erde (1980) avec Amido Hoffmann, Rogers Geschichte (1982) avec Roger Jendly, Stimmen der Seele (1986), Pestalozzis Berg (1989) avec Gian Maria Volonté, en compétition au Festival de Locarno, Im Leben und über das Leben hinaus (2005).

#### Markus Imhoof
Markus Imhoof commence sa carrière comme assistant du réalisateur Leopold Lindtberg au Schauspielhaus de Zurich. Il est nommé pour l'Oscar du meilleur film international pour La barque est pleine (1981), un documentaire critique sur la politique suisse d'immigration pendant la Seconde Guerre mondiale. Il réalise ses longs-métrages dans un style du documentaire : Fluchtgefahr (1974) avec Wolfram Berger, Isewixer (1979) d'après la pièce de théâtre de Heinrich Henkel, Die Reise (1986) avec Markus Boysen d'après le roman de Bernward Vesper, Der Berg (1990), Flammen im Paradies (1997), Des abeilles et des hommes (2012), Eldorado (2018). Markus Imhoof reçoit le Prix d'honneur du cinéma suisse pour l'ensemble de son oeuvre.

#### Thomas Koerfer

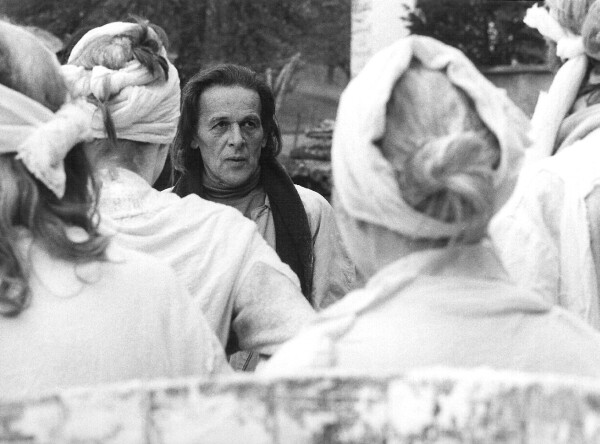
François Simon (La mort du directeur du cirque de puces)

Thomas Koerfer réalise La mort du directeur du cirque de puces (1973), une fable politique dénonçant la montée du fascisme avec François Simon dans le rôle d'un ancien directeur de cirque reconverti dans le théâtre. Il rencontre un grand succès avec L'Homme à tout faire (1976) avec Paul Burian primé au festival de Berlin, Alzire ou Le Nouveau Continent (1978) avec François Simon et Roger Jendly, Les Passionnés (1981) avec Sunnyi Melles, Cœur de braises (1983) avec Armin Mueller-Stahl, Concert pour Alice (1985) avec Beate Jensen, Le piège du Dollar (1988) avec Uwe Ochsenknecht et Renate Schroeter, De plein Fouet (1990) avec Dexter Fletcher et Fabienne Babe, Visages suisses (1991) le sketch du Père Christoph à l'abbaye d'Einsiedeln, Henri le vert (1992) avec Matthias Gnädinger et Dominique Sanda.

#### Xavier Koller

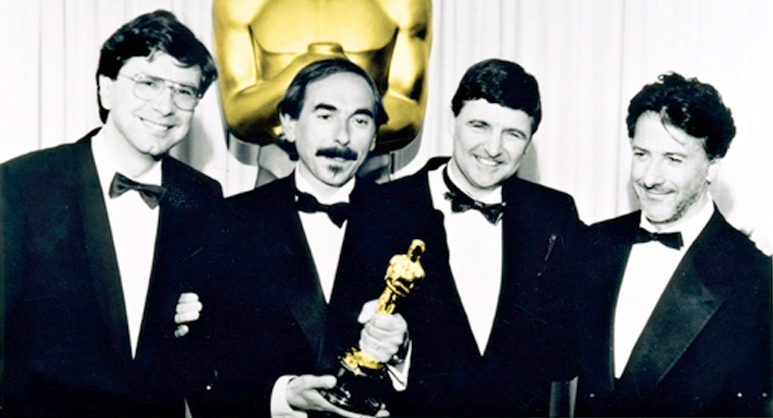
Xavier Koller avec son Oscar.

Xavier Koller réalise son premier film Fanö Hill (1969), suivi de Hannibal (1972), De Schützekönig (1976) et Trilogie 1848 (1978). Il obtient son premier succès Das gefrorene Herz (1979) avec Paul Bühlmann, puis Der schwarze Tanner (1985). Avec Voyage vers l'espoir (1991) qui raconte l'errance d'une famille kurde qui tente d'émigrer clandestinement en Suisse avec Dietmar Schönherr, il reçoit l'Oscar du meilleur film international et le Léopard de bronze au Festival du film de Locarno. Encouragé par le succès, il s'installe à Los Angeles en 1991 et il tente de relever le grand défi du cinéma américain. Pour Walt Disney Pictures, il réalise Squanto : A Warrior's Tale (1994) avec Michael Gambon et Nathaniel Parker, Gripsholm (2000) une production allemande, Cowboy Up (2001) avec Kiefer Sutherland et Darryl Hannah. Puis il revient en Suisse et il réalise Highway (2002) avec Hardy Krüger, Moyenne (2006), Eine wen iig, dr Dällebach Kari (2012), Die schwarzen Brüder (2013) et Schellen-Ursli (2015).

#### Rolf Lyssy

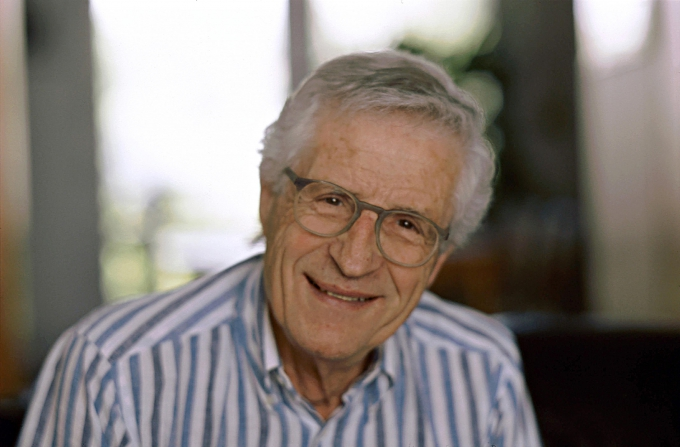
Roly Lyssy en 2012.

Rolf Lyssy est l'un des fondateurs du jeune cinéma suisse alémanique avec Thomas Koerfer, Kurt Gloor, Fredi Murer, Markus Imhoof et Daniel Schmid. Il alterne avec succès des films de fiction et des documentaires consacrés à des sujets sociaux. Il débute comme assistant caméra d'Alain Tanner pour Les Apprentis (1964). Il réalise son premier film Eugen heisst wohlgeboren (1968) puis Konfrontation un film romanesque sur le documentaire, à partir du documentaire (1976).
Son film Les Faiseurs de Suisses avec Emil Steinberger et Walo Lüönd rencontre un succès phénoménal en 1978, il décrit les péripéties des étrangers qui veulent obtenir la nationalité suisse et Rolf Lyssy obtient le plus grand succès au box-office en Suisse de ses 60 dernières années avec un million de spectateurs, sur une population totale de 6 280 000 habitants en 1978.
Il poursuit ensuite sa carrière avec des fictions et des documentaires : Kassettenliebe (1981), Teddy Bär (1983) avec Rolf Lyssy (dans son propre rôle) et Renate Schroeter, Leo Sonnyboy (1989) avec Mathias Gnädinger, Ein Trommler in der Wüste (1992) documentaire, Ein klarer Fall (1995) avec Klaus Henner Russius, Ursula-Leben in Anderswo (2011), documentaire, Die letzte Pointe (2017) documentaire et Eden für Jeden (2020) avec Heidi Diggelmann.

#### Fredi Murer
Fredi Murer est une figure incontournable du cinéma suisse. Il est récompensé du "Pardo alla carriera" en 2019 au Festival de Locarno pour avoir profondément marqué l'histoire du cinéma suisse durant sa carrière de plus cinquante années,. Il a d'abord réalisé des documentaires, en particulier dans les vallées montagnes de Suisse : Pazifik, oder die Zufriedenen (1965), Chicorée (1966), Bernhard Luginbühl (1966) avec le sculpteur Bernhard Luginbühl, High and Heimkiller (1967) un film expérimental, Swiss Made (1968) un court-métrage de fiction avec le plasticien Hans Ruedi Giger, Vision of a Blind Man (1969), Passagen, mit HR Giger und Li Tobler (1972), Christopher und Alexander (1973), Wir Bergler in den Bergen sind eigentlich nicht schuld, dass wir da sind (1974), Grauzone (1979) avec Olga Piazza. Son film L'Âme-sœur (Höhenfeuer, 1985) suit une famille d'agriculteurs dans les Alpes, c'est un succès international avec un Léopard d'or au Festival de Locarno et la sélection de la Suisse pour l'Oscar du meilleur film étranger, Sehen mit anderen Augen (1978), Der grüne Berg (1990), Vollmond (1998) avec Hanspeter Müller-Drossaart, Downtown Switzerland (2004), film collectif, Vitus (2006) avec Teo Gheorghiu, prix du cinéma suisse, Liebe und Zufall (2014) avec Sibylle Brunner et Paul Altmann.

#### Urs Odermatt

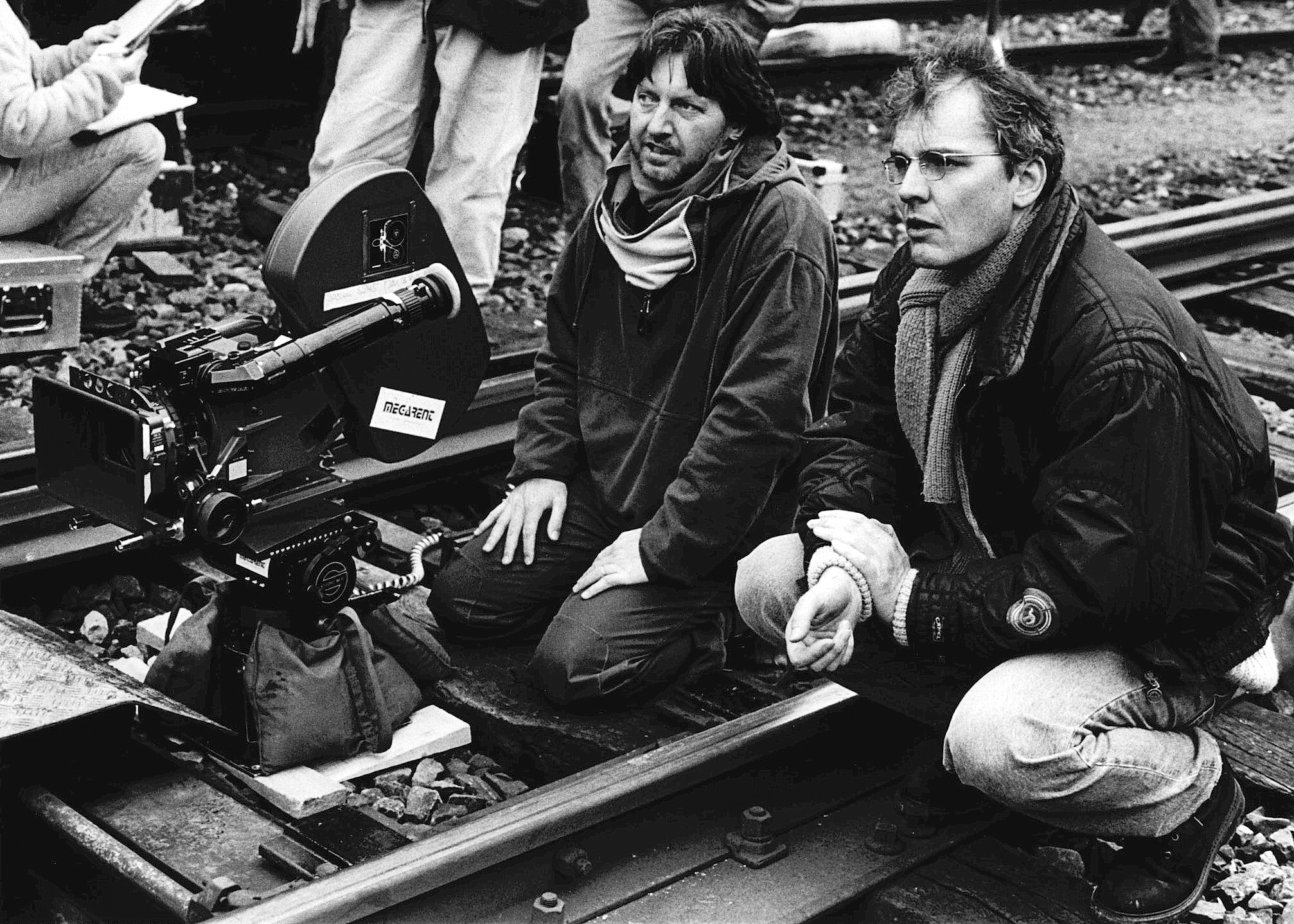
Urs Odermatt (à droite) en 1993.

Urs Odermatt débute comme journaliste indépendant, critique de films et photographe. Il travaille ensuite en Allemagne et en Suisse en tant que metteur en scène pour le cinéma, la télévision et le théâtre. Il produit Rotlicht (1986) avec Uwe Ochsenknecht et Anouschka Renzi, La Fiancée thaïlandaise (1988) avec Wolfram Berger et Werner Herzog, Der Tod zu Basel (1990), téléfilm avec Günter Lamprecht, Visages suisses (1991) l'épisode de Maria Cadruvi une journaliste de langue romanche, Le Pandore (1994) avec Michael Gwisdek et Anica Dobra, Polizeiruf 110 : Kleine Dealer, große Träume (1996), téléfilm avec Angelica Domröse et Dominic Raacke, Zerrissene Herzen (1996) avec Nadja Uhl, Lisa Falk (1997), Tatort : Ein Hauch von Hollywood (1998), téléfilm avec Winfried Glatzeder et Robinson Reichel, Mein Kampf (2009) d'après la pièce de théâtre de George Tabori, avec Götz George et Tom Schilling et Der böse Onkel (2011) avec Miriam Japp et Paula Schramm.

#### Hans-Ulrich Schlumpf
Hans-Ulrich Schlumpf est l'un des documentaristes suisses les plus importants dans le sillage D'Alexander J. Seiler, Reni Mertens et Walter Marti,. Son premier portrait Armand Schulthess, J'ai le téléphone (1974) est un portrait de l'artiste d'art brut Armand Schulthess. Il réalise son premier long-métrage Kleine Freiheit (1978), Guber, Arbeit im Stein (1979), TransAtlantique (1983) avec Roger Jendly, Umbruch (1987) avec Karl Akeret et Willi Sigg, Kap der digitalen Hoffnung (1989), Visages suisses (1991) l'épisode du sculpteur Bruno Weber, Le Congrès des pingouins (1993) connaît un grand succès public, Ultima Thule, Eine Reise an den Rand der Welt (2005) avec Stefan Kurt et Barbara Auer relate le voyage initiatique d'un courtier en bourse grièvement blessé lors d'un accident de voiture,.

#### Daniel Schmid
Daniel Schmid est l'un des cinéastes le plus cosmopolite et des plus marquants du cinéma suisse, il a obtenu le Léopard d'honneur au Festival international du film de Locarno en 1999 pour son œuvre profondément originale. Cette nuit ou jamais (1972) avec Voli Geller et Peter Chatel est au bord du fantastique, en pleine ivresse baroque. Son plus grand film, La Paloma (1974) avec Ingrid Caven, Peter Kern et Bulle Ogier est un film culte ; il est présenté à la semaine de la critique à Cannes. Il produit L'Ombre des anges (1976) un film-opéra avec Ingrid Caven et Rainer Werner Fassbinder, en compétition au Festival de Cannes, Violanta (1977) avec Lucia Bosè et Maria Schneider, Notre Dame de la Croisette (1981) documentaire avec Bulle Ogier et Jean-Claude Brialy, Hécate, maîtresse de la nuit (1982) avec Bernard Giraudeau et Lauren Hutton d'après le roman de Paul Morand, Mirage de la vie (1983), un portrait de Douglas Sirk, Le Baiser de Tosca (1984) documentaire avec Sara Scuderi, Jenatsch (1987) avec Michel Voïta et Christine Boisson, Guglielmo Tell (1998) avec Salvatore Fisichella (en), Les Amateurs (1990), Hors saison (1992) avec Sami Frey, Geraldine Chaplin et Marisa Paredes, Visage écrit (1995) documentaire avec Haruko Sugimura et Tamasaburō Bandō et Beresina oder Die letzten Tage der Schweiz (1999) avec Elena Panova, Martin Benrath et Geraldine Chaplin,.

#### Alexander Seiler
Alexander J. Seiler remporte la Palme d'or du court-métrage à Cannes avec À fleur d'eau (1962). Son documentaire Siamo italiani (1964) sur l'immigration des saisonniers italiens en Suisse a ouvert la voie à un nouveau genre documentaire, à la fois sociopolitique et esthétique. Il compte parmi les réalisateurs suisses de films documentaires les plus importants,. Il consacre cinq années de travail pour réaliser son film le plus important Les Fruits du travail (1977) avec Rudolf Jürgen Bartsch le portrait du poète Ludwig Hohl (1982). Palaver, Palaver (1990) est une contribution au débat sur une Suisse sans armée. Dans Le vent de septembre (2002) il reprend le thème de Siamo italiani sur les conditions des saisonniers italiens. Avec son dernier film Geysir et Goliath (2010), sur la vie et l'œuvre du sculpteur Karl Geiser, Alexandre Seiler trouve que c'est son film le plus réussi malgré son échec au box-office. Il reçoit en 2014 le Prix du cinéma suisse pour l'ensemble de son œuvre.

#### Andrea Štaka

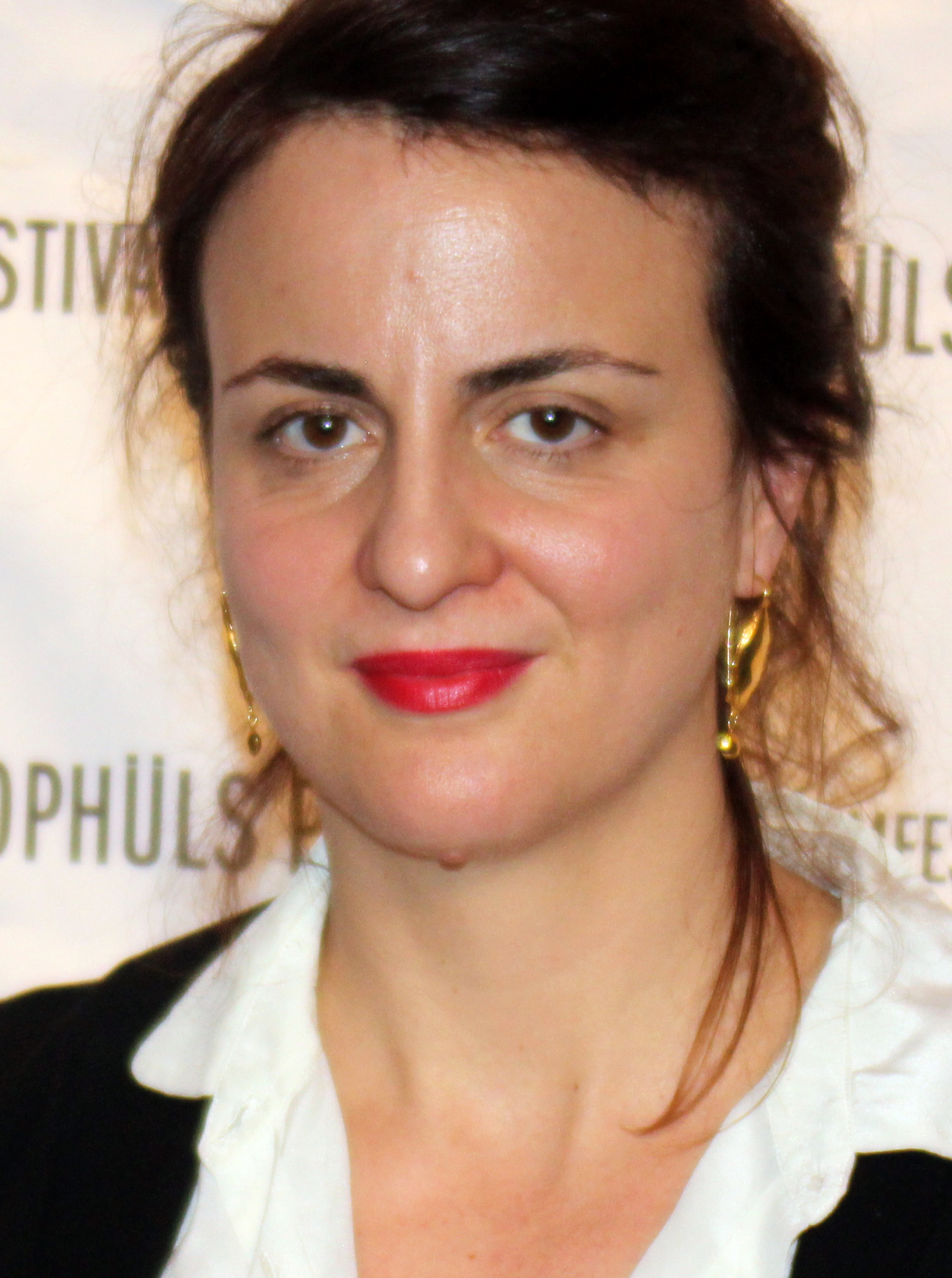
Andrea Štaka

Andrea Štaka fait partie de la nouvelle génération des cinéastes alémaniques. Elle est la première cinéaste a remporter le Léopard d'or au Festival de Locarno avec son premier long-métrage Das Fräulein (2006) avec Mirjana Karanovic et Marija Škaričić. Elle reçoit également le Prix du cinéma de Zurich et le Prix du cinéma suisse pour le meilleur scénario. Son second film Cure - La Vie d’une autre (2014) avec Mirjana Karanovic et Marija Skaricic est primé au Festival Max Ophüls à Sarrebruck. Avec Mare (2020) avec Marija Skaricic et Goran Navojec, Andrea Štaka poursuit son travail de réalisatrice sur les thèmes de l'exil, l'identité et les femmes,.

### Cinéastes tessinois
En Suisse italienne, le cinéma a eu de la peine à se développer compte tenu de sa faible population d'environ 355 000 habitants parlant l'italien dans le canton du Tessin. Au cours des années 1970, le cinéma tessinois commence à trouver sa place parmi les productions helvétiques, grâce notamment à sa capacité d'aborder des sujets liés à la frontière avec l'Italie.

#### Matteo Bellinelli
Matteo Bellinelli est un producteur, journaliste et réalisateur, il réalise de nombreux documentaires culturels et sociaux pour la télévision : L'Anticittà (1970), Vie de prêtres (1984), Ève et Dieu (1985), L'Angleterre réelle (1986), Visages suisses (1991) le sketch des touristes japonaises Machi et Miho, Planète nuit (1996), La terza luna (1997) avec Omero Antonutti et Roberto Citran sélectionné au Festival de Locarno, Cielo e terra (2000), Angeli non ne ho mai visti (2004), Nella tana del lupo (2004) et Cuore di ghiaccio (2006).

#### Villi Hermann
Villi Hermann commence par réaliser des documentaires sur des thèmes sociaux, avec des sujets tels que les travailleurs étrangers, il mélange parfois la fiction et le documentaire : Cherchons ouvriers, offrons.. (1974) qui traite de l'émigration et des travailleurs frontaliers au Tessin, San Gottardo (1977) avec Roger Jendly est présenté au festival de Locarno, Es ist kalt in Brandenburg (1980) avec Roger Jendly, Matlosa (1981) avec Omero Antonutti, Innocenza (1986), Bankomat (1989) avec Bruno Ganz et Francesca Neri sélectionné au Festival de Berlin, En voyage avec Jean Mohr (1992), Per un raggio di gloria (1996), Giovanni Orelli, Finestre aperte (1998), Mario Botta Enzo Cucchi (1998) sur le peintre Enzo Cucchi, Luigi Einaudi (2000), Mussolini Churchill e cartoline (2003), Walker. Renzo Ferrari (2004) sélectionné au Festival de Locarno, Sam Gabai Presenze (2005), Greina (2006), From Somewhere To Nowhere (2008), CHoisir à vingt ans (2017) sélectionné au Festival de Locarno et Ultime luci rosse (2021).

#### Klaudia Reynicke
Klaudia Reynicke est née à Lima, elle a grandi entre New York, Lausanne et Moutier avant de s'établir au Tessin. Son premier long-métrage Il nido (2016) avec Fabrizio Rongione et Ondina Quadri est inspiré de l'affaire Luca, cet enfant victime d'une atroce agression. Son second film Love Me Tender (2019) avec Gilles Privat et Barbara Giordano est nommé pour le Léopard d'or au Festival de Locarno.

#### Bruno Soldini
Bruno Soldini réalise le premier film de fiction produit au Tessin Storia di confine (1971) avec Giampiero Albertini et Pino Bernasconi, il raconte une histoire de contrebande à la frontière italo-suisse durant la Seconde Guerre mondiale. Il réalise une centaine de reportages et de documentaires pour la radio-télévision suisse italienne, notamment : Des dì d'acqua (1980), La conversione (1981), I lupi varcano l'occano (1984), Laghi profondi (1985) avec Antonio Ballerio, Stefano Franscini (1987), Ginocchio di ferro (1988), Vento dell'Uruguay (1989), Tempus Fugit (1997), Compagni di Galera (1999) et Radionotte (2001).

#### Renato Berta et Carlo Varini
Les deux plus grands chefs opérateurs suisses Renato Berta et Carlo Varini sont nés dans le canton du Tessin :
- Renato Berta est né à Bellinzone. Il est étroitement lié aux cinéastes de la Nouvelle vague suisse, il débute en 1969 avec Charles mort ou vif d'Alain Tanner. Il travaille également avec Claude Goretta, Michel Soutter, Francis Reusser, Daniel Schmid et Thomas Koerfer. À partir des années 1980, il travaille également en France notamment pour Alain Resnais, Louis Malle, Claude Chabrol, Jean-Luc Godard, Patrice Chéreau, André Téchiné, Jacques Rivette et Claude Berri. Il est reconnu pour son sens aigu du cadrage et son exploitation fine de la lumière[102]. Il a reçu le César de la meilleure photographie pour Au revoir les enfants (1987) de Louis Malle et un Quartz d'honneur au Festival international du film de Locarno (1976)[103].
- Carlo Varini est né à Ascona. Il débute comme assistant opérateur de Renato Berta sur une vingtaine de films. Durant 40 ans, il est chef opérateur sur deux cents films, dont vingt-huit longs-métrages. Il a travaillé avec les cinéastes suisses Francis Reusser, Thomas Koerfer, Simon Edelstein et Villi Hermann. Il s'installe en France en 1978. Il rencontre Luc Besson et ils font trois films ensemble (Le Dernier Combat, Subway et Le Grand Bleu). Il est nommé au César de la meilleure photographie pour Subway et pour Le Grand bleu ; il est en compétition au festival de Cannes pour Genesis de Mrinal Sen (1986) et au Festival de Berlin avec Bankomatt de Villi Hermann (1989). Il enseigne dans des ateliers à l'école de cinéma La Femis l'utilisation de la lumière[104],[105].

## Cinéma d'animation
Le premier film d'animation digne d'intérêt est Monsieur Vieux Bois réalisé par Robert Lortac et Cavé (1921) d'après Les Amours de monsieur Vieux Bois de l'écrivain, dessinateur et pédagogue genevois Rodolphe Töpffer. Le film muet de 43 minutes est réalisé selon la technique du papier découpé.

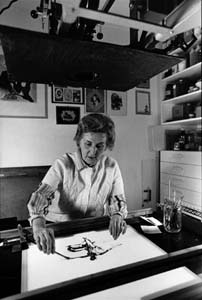
Gisèle Ansorge (1985).

En 1968, Bruno Edera fonde le Groupement suisse d'animation avec Ernest et Gisèle Ansorge, Georges Schwizgebel, Claude Luyet et Daniel Suter. Le cinéma d'animation suisse est de très grande qualité. Le succès de Ma vie de Courgette réalisé en 2016 par Claude Barras le prouve : lauréat d'un César, sélectionné aux Golden Globes et aux Oscars, le tout accompagné d'un triomphe populaire. Il doit en grande partie cet essor à deux pionniers :
- les lausannois Ernest et Gisèle Ansorge ont mis au point une technique d'animation remarquable à partir de sable de quartz. Ils ont reçu ensemble des dizaines de prix dans des festivals. Ils ont notamment réalisé Les Corbeaux (1966), Fantasmatic (1969), Anima (1977), Les enfants de laine (1984) et Le petit garçon qui vola la lune (1988)[111],[112] ;
- le carougeois Georges Schwizgebel est l'une des grandes figures du cinéma d'animation suisse. Il est l'auteur d'une vingtaine de courts-métrages en peinture animée. Son premier film en 1974 Le vol d'Icare s'inspire du mythe d'Icare. Son style est marqué par une approche picturale forte et la place prépondérante qu'il fait à la musique. Il a notamment reçu le Cristal d'honneur du Festival international du film d'animation d'Annecy en 2017, ainsi que le Prix d'honneur du cinéma suisse en 2018[113].

Gérald Poussin est dessinateur de bande dessinée, peintre, sculpteur, plasticien et réalisateur suisse. Il réalise avec Daniel Suter dans les années 1970 plusieurs films d'animation : Trou attention, Colonel Zabu, Alphon au pays des merveilles, La Nuit des Ploucs, Téo Véra change de monde.
En 2023, un projet financé par le Fonds national de la recherche scientifique (FNS) sur l'histoire de l'animation suisse francophone est lancé à la Section d'histoire et esthétique du cinéma de la Faculté des lettres de l'Université de Lausanne.